# UNetbootin
UNetbootin (Universal Netboot INstaller, Netboot Installer universale) è un programma che permette di creare sistemi Live USB avviabili per Ubuntu, Fedora, Debian e molte altre distribuzioni Linux; può essere utilizzato anche per effettuare una installazione senza dover masterizzare un CD, ma utilizzando soltanto una chiave USB o un USB hard-disk.
Funziona su Windows, Linux e Mac OS X.
UNetbootin può scaricare una delle tante distribuzioni Linux supportate e già funzionanti out-of-the-box (ovvero pronte all'uso) oppure si può fornirgli il proprio file .iso, contenente la distribuzione eventualmente non presente nella lista.

## Caratteristiche

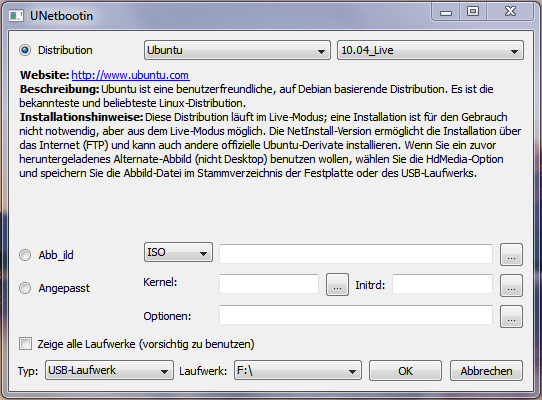
UNetbootin su Windows Vista

I caratteri distintivi di UNetbootin sono il supporto per una grande varietà di distribuzioni Linux, le ridotte dimensioni, la capacità di creare unità flash e dischi rigidi USB avviabili, la possibilità di caricare un kernel personalizzato, il supporto initrd per i file immagine di dischi (tra cui le immagini ISO) e supporto per Windows e Linux.
A differenza di Wubi, e similmente a Win32-loader, durante l'installazione sul disco rigido UNetbootin si installa in una partizione, non in un'immagine, consentendo così l'installazione di un avvio duplice tra Linux e Windows.
Sono supportate la maggior parte delle principali distribuzioni di Linux, tra cui Ubuntu, OpenSUSE, Fedora, Sabayon Linux, Debian, Linux Mint, Arch Linux, Mandriva, Slackware, Damn Small Linux, Puppy Linux, gNewSense, PCLinuxOS, Gentoo, CentOS, FreeBSD, NetBSD e loro derivate.
Altri sistemi operativi possono essere caricati e pre-installati tramite l'opzione che prevede l'utilizzazione di file immagine ISO.
Inoltre, con UNetbootin è possibile caricare alcune utilità di sistema, come ad esempio Ophcrack, inv e Gujin.

## Requisiti
- Microsoft Windows 2000 o superiore, Linux o macOS
- Una connessione Internet a banda larga per scaricare il file .iso della distribuzione (a meno che non si stia usando una immagine .iso scaricata in precedenza).